# ER (sèrie de televisió)
ER és una sèrie de televisió emesa als Estats Units entre 1994 i 2009 i exportada a diversos països. El seu nom fa referència a la sala d'urgències d'un hospital (en anglès: emergency room) on es desenvolupa la sèrie. Cada capítol tracta els casos que arriben a l'hospital, mentre es desenvolupa la vida personal de metges, infermers i personal auxiliar del centre (especialment l'amorosa). Creada per Michael Crichton, la sèrie va comptar amb productors i guionistes de renom, entre ells Steven Spielberg, els quals van contribuir al seu èxit internacional. La cadena NBC va apostar per emetre les quinze temporades, seguint les premisses d'una sèrie anterior, A cor obert, també ambientada en un hospital.
ER va rebre 22 Premis Emmy i 124 nominacions, la sèrie més nominada de la història. També va ser guardonada amb un Globus d'Or i diversos premis del públic. Va servir per llançar a la fama a diversos dels seus actors, entre els quals destaquen Noah Wyle i George Clooney. Cada episodi dura una hora, menys els especials d'inici, i final de temporada, i la mitjana d'espectadors superava els 15 milions en la seva emissió original (amb un rècord de 47 milions d'espectadors en un episodi). La melodia de la signatura és obra del compositor James Newton Howard. Davant l'èxit de la sèrie, es va llançar un videojoc inspirat en els casos que tractava, sovint inspirats en fets reals.

## Argument per temporades

### Temporada 1
El Dr. Carter comença la seva residència a càrrec del Dr. Benton, un metge molt exigent que l'ensenya a viure en el caos d'urgències, molt més complex del que es pensava pels estudis teòrics i la seva vida de família benestant. Carter troba massa dur el seu cap i busca suport en Susan Lewis, una estudiant molt competent que ha de cuidar de la seva germana, una noia de vida desordenada que està embarassada i sense recursos. Un dels responsables del servei, Mark Green, té problemes a la seva vida personal justament pels horaris i la pressió de la feina, ja que la seva dona li demana insistentment que ho deixi per passar-se a la consulta privada i ell no vol per no trair la seva vocació.

### Temporada 2
El Dr. Green es divorcia i intenta refer la seva vida amb altres dones, mentre intenta gestionar el servei, que ha passat a dependre de l'exigent Kerry Weaver, una metgessa implacable amb els residents. Kerry topa constantment amb el Dr. Ross, un metge que no s'ajusta a cap protocol però molt vocacional. La Susan cuida el nadó de la seva germana fins que ella se'n va amb el nou marit i llavors s'adona de la profunda solitud de la seva vida. Mentrestant continua la residència de Carter, qui cada cop s'involucra més en la vida dels seus pacients, i admira el seu cap, el Dr. Benton. Aquest comença una relació amorosa amb una dona divorciada, Jeannie que descobreix que el seu ex-marit li ha transmès la sida.

### Temporada 3
Mark Green comença a enamorar-se de la Susan, però només s'atreveix a declarar-se just quan ella demana un canvi de feina per poder estar a prop de la seva germana. La seva depressió s'agreuja quan pateix un atac molt violent d'un expacient descontent. El Dr. Ross inicia una de les relacions de més popularitat de la sèrie amb la cap d'infermeres, Carol. Carter retreu al Dr. Benton el seu tracte despòtic, no solament cap a ell sinó cap a un nou estudiant, qui s'acaba suïcidant per la pressió. Benton sent com la seva vida trontolla, ja que la Jeannie intenta refer el seu matrimoni mentre conviu amb la malaltia.

### Temporada 4
Continua la relació entre la Carol i Doug, mentre Mark no troba l'estabilitat i alterna les parelles entre el personal subaltern. Entren a formar part de l'equip nous doctors, fruit dels canvis en la direcció de l'hospital, metges que s'han d'adaptar amb friccions a la plantilla. Destaca la doctora Corday. La temporada revela com és la vida familiar de Carter, que malgrat la seva fortuna no és idíl·lica perquè té un cosí drogoaddicte i els seus pares no aproven la seva vocació per la medicina. La seva relació amb Benton ha millorat, especialment per la nova sensibilitat d'aquest, en descobrir que el seu fill és sord

### Temporada 5
El Dr. Ross torna a trencar les normes per fer el que considera millor per als seus pacients i li obren un expedient. Assetjat per Kerry Weaver, ja no se sent a gust treballant a l'hospital i deixa la seva feina per anar a una altra ciutat, malgrat la relació amb la Carol. Carter està acabant la seva residència i esdevé tutor informal dels qui la comencen, especialment d'una noia amb qui acaba sortint, la Lucy.

### Temporada 6
Abby, una de les infermeres, comença a estudiar medicina, fet que evidencia les tensions entre els dos col·lectius. S'incorpora un nou doctor en substitució de Doug, Kovac. Un nou atac a urgències acaba amb la vida de la Lucy i en Carter, que se sent culpable, esdevé addicte als medicaments antidepressius. Mark Greene sembla trobar la pau iniciant una relació amb la Dra. Corday. La Carol marxa per no trencar la seva parella.

### Temporada 7
Kovac inicia una relació amb Abby, qui ha de cuidar de la seva mare bipolar. Abby ajuda en Carter a superar la seva addició, cosa que la col·loca en un triangle amorós entre els dos metges. El Mark i Corday esperen un fill i just aleshores ell descobreix que té un càncer, fet que amaga a Corday, qui suporta molt estrès per conservar la feina.

### Temporada 8
Kerry Weaver descobreix la seva homosexualitat en una festa i comença una relació amb una dona bombera. Quan es fa públic rep les burles del Romano, cap de cirurgians, qui està secretament enamorat de la Dra. Corday. Ella però, només està pel Mark Greene, donat que la seva malaltia es fa evident (mor al final de la temporada).

### Temporada 9
La relació entre Carter i Abby es consolida. La Dra. Corday torna a Anglaterra, incapaç d'estar sense en Mark i en Romano es mostra profundament abatut. Una nit, mentre atén un pacient que surt de l'helicòpter, aquest li secciona un braç, arruïnant la seva vida professional. Ell intenta seguir operant amb una sola mà. Es descobreix el passat de Kovc, marcat per la guerra de Croàcia i la pèrdua de la seva família. La temporada acaba amb la mort del Romano.

### Temporada 10
Kovac i Carter parteixen en una missió cap al Congo, en plena guerra, on es reconcilien. Carter torna poc després i en Kovac es queda, fins que uns rebels l'ataquen. Llavors en Carter torna per ajudar-lo i allà s'enamora de la Kem. L'Abby es queda sola i enmig del rebuig de les seves antigues companyes infermeres, ara que ja és metgessa. Nous doctors inicien la seva residència, entre ells Neela. La nòvia de Kerry pateix un seriós accident.

### Temporada 11
Kovac, ja de tornada, es fa càrrec dels nous estudiant, Neela i Pratt, els quals competeixen per ser els millors, fins i tot posant en perill alguns pacients. Carter adopta un paper molt agosarat, similar al del Dr. Ross, tractant casos fora de les normes, marcat pel que ha vist al Congo i acaba deixant l'hospital per anar a viure amb la Kem. Kerry Weaver es retroba amb la seva mare, però aquesta no accepta la seva homosexualitat.

### Temporada 12
Kovac inicia una relació amb Sam, marcada per les contínues baralles, fins que s'adona que vol tornar amb l'Abby. Els estudiants segueixen la residència, marcada per casos que posen en qüestió les polítiques de l'hospital. En una nit complicada, Kovac manté relacions amb l'Abby i ella es queda embarassada sense esperar-s'ho. Carter ara és metge a l'Àfrica, tractant víctimes de conflictes armats. Seguint el seu exemple, Gallant, un estudiant, parteix cap a l'Iraq després de declarar-se a la Nella i allà el maten.

### Temporada 13
Abby i Kovac cuiden el seu nadó i esdevenen els eixos de la sèrie. Pratt només aporta conflictes a l'hospital pel seu caràcter competitiu i egoista, fins que es deterioren les relacions entre el personal. Kerry Weaver accepta una altra feina perquè no vol continuar fent front a les contínues retallades del departament i és substituïda per Kevin Moretti. Sam guanya protagonisme i se li diagnostica una rara malaltia. Neela esdevé una activista del pacifisme marcada per la mort de Gallant.

### Temporada 14
Moretti comença a instaurar canvis en el funcionament d'urgències, per a disgust de tots els doctors. Kovac parteix cap a Croàcia a solucionar els temes pendents del seu passat i Abby ha de ser mare en solitari, amb els problemes horaris de la seva professió. Neela acaba la residència i s'incorpora a l'equip regular, ajudant els metges novells. Pratt inicia una relació amb Jeannie. Anny no suporta la pressió, comença a beure i manté una relació amb un doctor. Desesperada, parteix cap a Croàcia per recuperar la seva vida anterior; tots tres tornen cap als Estats Units.

### Temporada 15
Prat mor quan una ambulància on ell treballava té un xoc i explota. Abby i Kovac deixen l'hospital per tenir més temps per al seu fill. Neela se sent sobrepassada en haver de dur el pes del servei enfront del Dr. Moretti i demana ajuda a un equip de Seattle, que resulta ser el de Carol i Doug. Carter torna a l'hospital i es troba amb massa canvis. Es reconcilia quan es troba que la filla de Mark Greene serà la seva estudiant i actua amb ella igual que va fer en Dr. Benton amb ell, tornant als inicis de la sèrie.